# Вязовая улица (Санкт-Петербург)
Вя́зовая улица — улица на Крестовском острове в Петроградском районе Санкт-Петербурга. Проходит от проспекта Динамо до Спортивной улицы.

## История
Название Вязовая улица известно с 1911 года, в связи с тем, что на ней росли вязы. Другая версия — по челябинской станции ВязОвая.
Первоначально проходила от Петербургской улицы за Спортивную улицу. Участок западнее Спортивной улицы в 1930-е годы вошёл в территорию стадиона «Динамо». В 1950-е годы улица продлена от Петроградской улицы до проспекта Динамо.

## Достопримечательности
- Дом 4, литера А — здание Санкт-Петербургского гребного общества с садом (1900-е, архитектор Михаил Еремеев). В настоящее время — гребной клуб «Знамя».  7831356000
- Теннисный клуб «Остров».
- Дом 10 — Академия волейбола имени В. А. Платонова.
- Дом 13 — Дом ветеранов войны № 2.
- Спорткомплекс «Динамо».